# Literatura joánica
La literatura joánica es la colección de obras del Nuevo Testamento que se unen por la tradición a la persona de Juan el Apóstol o al cristianismo joánico. La literatura joánica es considerado tradicionalmente como incluyendo:
- El Evangelio de Juan
- La Primera Epístola de Juan
- La Segunda Epístola de Juan
- La Tercera Epístola de Juan
- El Libro del Apocalipsis

De estos cinco libros, el único que identifica a su autor como «Juan» es el Apocalipsis. La erudición moderna, en general, rechaza la idea de que esta obra está escrita por el mismo autor que el de los otros cuatro documentos.